# Ocnaea vittata
Ocnaea vittata är en tvåvingeart som först beskrevs av Philippi 1871.  Ocnaea vittata ingår i släktet Ocnaea och familjen kulflugor. Inga underarter finns listade i Catalogue of Life.